# Sergej Michajlovič Ėjzenštejn
Sergej Michajlovič Ėjzenštejn (in russo Сергей Михайлович Эйзенштейн?, IPA: [sʲɪrˈɡʲej mʲɪˈxajləvʲɪtɕ ɪjzʲɪnˈʂtʲejn]; Riga, 22 gennaio 1898 – Mosca, 11 febbraio 1948) è stato un regista, sceneggiatore, montatore, scrittore, produttore cinematografico e scenografo sovietico, ritenuto una delle personalità più influenti della storia del cinema la cui opera, per l'uso innovativo del montaggio  e della composizione formale dell'immagine, hanno segnato indelebilmente la settima arte. Tra i suoi film, si annoverano capolavori come: La corazzata Potëmkin, Ottobre e Aleksandr Nevskij.

## Biografia

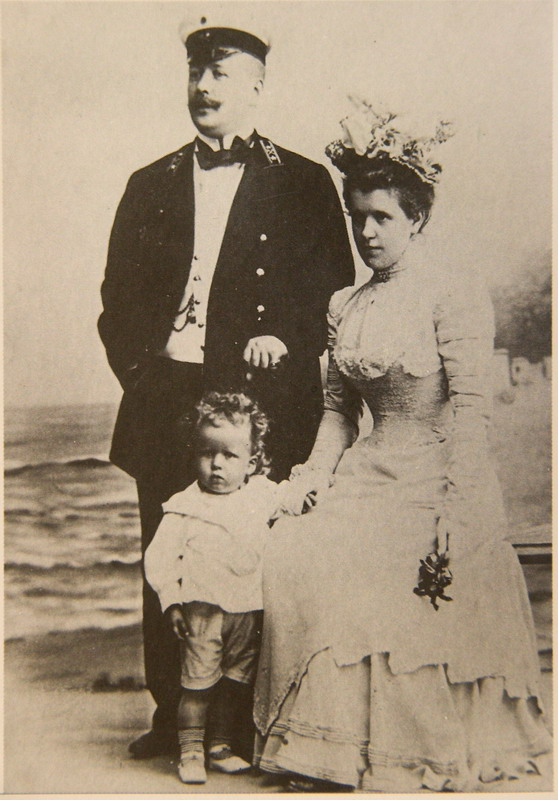
Il piccolo Sergej con i genitori

Ėjzenštejn nacque a Riga, in Livonia (all'epoca un governatorato dell'Impero russo, attualmente parte della Lettonia), nel 1898 in una benestante famiglia borghese. Il padre, Michail Osipovič Ėjzenštejn (1867-1921), era un architetto e ingegnere civile russo di origini ebraico-tedesche (o, secondo altre fonti, baltico-tedesche) per parte paterna e in parte svedesi per quella materna, mentre la madre, Julia Ivanovna Koneckaja, era una donna russa di religione ortodossa. Durante la sua infanzia i genitori cambiarono spesso città, cosa che del resto avrebbe fatto anche lo stesso regista russo una volta divenuto adulto: ciò lo rese al tempo stesso figlio di tutte le città russe, ma di nessuna in particolare.
A seguito della Rivoluzione del 1905, assieme a sua madre abbandonò Riga per trasferirsi a San Pietroburgo; il padre li raggiunse intorno al 1910 ma, a seguito della fuga di Julia in Francia, i coniugi Ėjzenštejn divorziarono. Iscrittosi alla facoltà di ingegneria, si scoprì più propenso verso altre materie quali l'estetica, la psicologia e la storia dell'arte (seguì contemporaneamente i corsi di architettura alla Scuola di belle Arti). Avvicinatosi fortemente agli ideali comunisti, quando scoppiò la Rivoluzione d'ottobre si arruolò nell'Armata Rossa, nonostante il padre combattesse per le forze zariste.
Dopo essere stato a Pietrogrado, Vologda e Dvinsk, nel 1920 a Ėjzenštejn venne assegnato un ruolo di comando a Minsk, dove si distinse per la campagna propagandistica in favore delle forze bolsceviche. In questo periodo sviluppò una grande passione per il Giappone, in particolare per la sua lingua (che imparò) e per il suo teatro. Al termine dello stesso anno si trasferì a Mosca, dove incominciò la sua carriera artistica lavorando a teatro per la Proletkult. Le sue opere attirarono l'attenzione del celebre regista Vsevolod Meyerhold, che lo volle come suo collaboratore.
La popolarità e l'influenza di Ėjzenštejn seguirono il successo dei suoi film. La corazzata Potëmkin fu un successo mondiale, e proprio questo successo fece sì che Ėjzenštejn fosse scelto per dirigere Ottobre, che doveva essere parte di una grande celebrazione del decimo anniversario della Rivoluzione d'ottobre del 1917. La componente sperimentale messa in atto sia in Ottobre ma soprattutto ne Il vecchio e il nuovo, incominciato nel 1926 e terminato solo nel 1929, non piacque particolarmente al regime. Il vecchio e il nuovo fu tagliato e rimontato e gli venne cambiato il titolo (il precedente era La Linea generale).
Nel 1930 la Paramount Pictures invitò Ėjzenštejn a Hollywood con un contratto di 100 000 dollari. Il regista arrivò a New York il 20 maggio e proseguì per la California. La Paramount voleva affidargli due progetti: l'adattamento del romanzo di H. G. Wells, La guerra dei mondi di cui la Paramount deteneva i diritti sin dal 1924 e la versione cinematografica di Una tragedia americana di Theodore Dreiser, ma le divergenze artistiche e sul cast causarono la rottura del contratto nell'ottobre di quell'anno. Fu Josef von Sternberg a finire il film. Ėjzenštejn viaggiò allora in Messico, dove cercò di produrre un documentario in parte recitato a soggetto dal titolo Que Viva Mexico!.

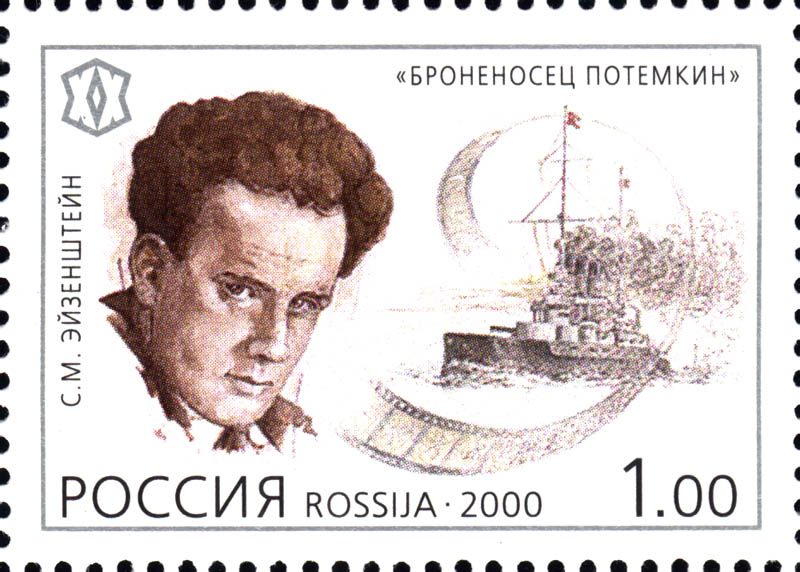
Francobollo russo celebrativo di Sergej Ėjzenštejn (2000)

Prima che riuscisse a finirlo, Stalin gli ordinò di tornare in Unione Sovietica. Ėjzenštejn affidò il materiale filmato non ancora montato al romanziere Upton Sinclair, che era anche il maggior finanziatore del film, con l'accordo che il materiale sarebbe stato inviato in Unione Sovietica dopo la partenza di Ėjzenštejn alla prima opportunità possibile. L'intenzione di Ėjzenštejn era di effettuare il montaggio a Mosca, ma il materiale non giunse mai. Il film montato venne alla fine proiettato a New York nel 1933, nella forma decisa dal produttore Sol Lesser senza il consenso di Ėjzenštejn, con il titolo Lampi sul Messico: da allora numerosi film sono stati realizzati con il materiale filmato da Ėjzenštejn in Messico, con vari gradi di fedeltà alle sue intenzioni.
L'incursione di Ėjzenštejn in Occidente fece sì che il dittatore georgiano guardasse al regista con occhi ancor più sospettosi, e questa diffidenza non abbandonò mai il gruppo dirigente stalinista. Motivi estetico-politici furono alla base della cancellazione dei due successivi progetti cinematografici. Anche se aveva gìà fatto nel 1937 l'autocritica secondo le norme, Ėjzenštejn era sempre sottoposto a stretta vigilanza; quando fu autorizzato a realizzare l'Alexander Nevskij gli furono imposti due integerrimi sorveglianti: l'aiuto regista e un addetto al cast.
Il suo film, Ivan il Terribile, Parte I, che presentava Ivan IV di Russia come un eroe nazionale, ottenne l'approvazione di Stalin (e anche un Premio Stalin). Ma il seguito del film La congiura dei Boiardi non ottenne l'approvazione del governo. Tutto il girato dell'ancora incompleto Ivan Groznyj III venne sequestrato e in gran parte distrutto (anche se rimangono ancora numerose scene filmate). Ėjzenštejn fu colpito da un attacco cardiaco e morì all'età di cinquant'anni.

## Il suo cinema

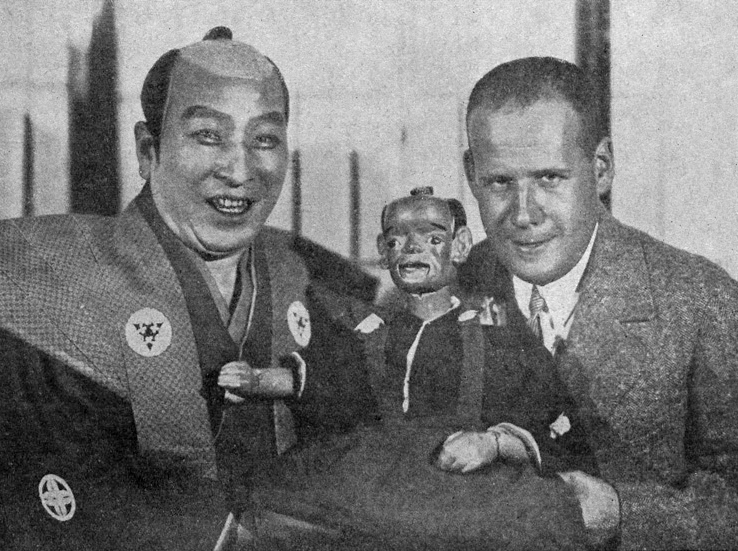
Eisenstein con l'attore kabuki giapponese Sadanji Ichikawa a Mosca nel 1927

Ėjzenštejn è stato un pioniere e un teorico del montaggio cinematografico, e sperimentò nuove modalità di produzione del senso attraverso tale pratica. Secondo il regista, come spiega nei suoi principali testi teorici, tra cui La forma del film, Il Montaggio e Teoria generale del Montaggio, tale pratica poteva essere utilizzata efficacemente per manipolare le emozioni e le convinzioni ideologiche degli spettatori. Lungo tutta la sua carriera non smise mai di lavorare e ridefinire costantemente l'idea di montaggio e le sue possibilità espressive, passando dal Montaggio delle attrazioni al Montaggio intellettuale (detto anche Cinedialettica) a quello definito Verticale.
Nei suoi primi film, Ėjzenštejn non usò attori professionisti. Le sue storie non trattavano di personaggi individuali ma si rivolgevano alle grandi questioni sociali, soprattutto ai conflitti di classe. La folla era il vero personaggio principale dei film, mentre i ruoli di spicco erano interpretati da persone senza esperienza professionale ma che avevano una fisionomia e un aspetto immediatamente riconoscibile e connotabile in rapporto a una classe sociale ben precisa (kulaki, borghesi, proletari, contadini), secondo il concetto di Tipaz usato in tutto il cinema sovietico dell'epoca. La natura sperimentale e critica del lavoro di Ėjzenštejn, si fondava sulla ricerca di un linguaggio cinematografico sempre più complesso e antinaturalistico, ovvero l'opposto di ciò che si andava imponendo nella linea culturale dell'Unione Sovietica stalinista.

## Teorie
Ėjzenštejn fu il regista che portò le idee sul montaggio al massimo sviluppo. Dopo aver lavorato in teatro con Mejerchol'd, formulò la teoria delle attrazioni nel 1923, che l'anno successivo adattò al cinema, secondo il cosiddetto montaggio delle attrazioni. Con questo procedimento Ėjzenštejn intendeva scuotere lo spettatore con una sorta di violenza visiva, che lo sollevasse dal torpore dell'assorbimento passivo della storia, suscitando emozioni e nuove associazioni di idee. Lo stesso anno girò Sciopero, dove montò pezzi brevissimi, spesso scelti tra inquadrature strane o incongruenti, ma sempre dure e violente, in maniera da rendere il clima di caos dell'evento rivoluzionario raffigurato.
Nel montaggio delle attrazioni tutto è disordinato, incompleto, scomposto e lo spettatore deve fare uno sforzo attivo per ricomporre il senso della storia e dei personaggi: è la teoria degli stimoli, dove lo spettatore è stimolato nella sua immaginazione e lavora con l'intelletto completando le figure inquadrate magari parzialmente, le azioni mostrate solo in parte, ecc. Inoltre Ėjzenštejn era contrario alla linearità temporale, arrivando a invertire l'ordine di sequenze elementari (ad esempio mostrando prima una persona che cade, poi uno sparo, poi il grilletto di una pistola), generando un'ansia e una paura maggiore rispetto a una sequenza scontata, montata secondo l'ordine canonico.
Un'altra significativa teoria fu quella del cine-pugno, che mirava a scioccare lo spettatore, a colpirlo con le immagini, come primi piani improvvisi e molto ravvicinati, espressioni violente, azioni serratissime. Il capolavoro in cui Ėjzenštejn sperimentò queste teorie fu La corazzata Potemkin, soprattutto nella famosa scena della scalinata di Odessa, con l'arrivo improvviso dei soldati che sparano sulla folla, di straordinaria e terribile violenza. Col Manifesto dell'asincronismo (1928) Ėjzenštejn e Pudovkin arrivarono a sostenere la necessità di svincolare il commento sonoro dalle immagini, magari generando conflitti espressivi che possano scuotere lo spettatore.
Nel 1929 Ėjzenštejn, ormai già famoso a livello internazionale, pubblicò Oltre l'inquadratura, dove teorizzava il montaggio intellettuale, che poteva filmare le idee astratte, come strumento di riflessione filosofica al pari di un libro. Aderendo alla teoria del formalismo di Šklovskij, inventa la "drammaturgia della forma", dove il film è costruito sulla forma, arrivando a contrastare col contenuto ufficiale. Ma l'avvento di Stalin nel 1929 arrestò le nuove sperimentazioni, commissionando film a tema prestabilito e rifiutando quelli con fermenti d'avanguardia. Benché isolato dal regime, Ėjzenštejn continuò a scrivere teorie sul montaggio e sulla messa in scena, sviluppando anche le implicazioni col sonoro (film come "musica per gli occhi", partitura musicale-visiva).

## Filmografia
Cortometraggi
- Dnevnik Glumova, 1923
- Romanzo sentimentale (Sentimental'nyj Roman, 1930)

Lungometraggi
- Sciopero! (Stacka, 1924)
- La corazzata Potëmkin (Bronenosec Potëmkin, 1925)
- Ottobre (Oktjabr', 1928)
- La linea generale (Staroe i novoe, 1929)
- Lampi sul Messico (Thunder Over Mexico, 1933)
- Aleksandr Nevskij (1938)
- Trilogia di Ivan il Terribile (Ivan Groznyj)
Ivan il Terribile, Parte I (1944)
Ivan il Terribile, Parte II (1958), postumo

Film incompiuti
- Que viva Mexico!, (1931)
- Bežin lug
- Trilogia di Ivan il Terribile - Ivan Groznyj III
- Sua Maestà Nera

## Ėjzenštejn teorico
Ėjzenštejn è stato probabilmente il più importante teorico della storia del cinema, ma la maggioranza dei suoi scritti rimane ancora inedita, nonostante l'importante lavoro svolto dal Kabinet Ėjzenštejn di Mosca, sotto la direzione di Naoum Klejman. L'edizione delle sue opere tradotta in italiano diretta da Pietro Montani per Marsilio Editori rimane al momento una delle più avanzate e affidabili.
I principali testi di Ejzenštejn editi in italiano:
- La Natura non-indifferente, Marsilio Editori, 1981, ried. 2003.
- Il Colore, Marsilio Editori, 1982.
- Teoria generale del montaggio, Marsilio Editori, 1985, ried. 2004.
- Il Montaggio, Marsilio Editori, 1986.
- La Regia, Marsilio Editori, 1989.
- Stili di regia, Marsilio Editori, 1993, ried. 2003.
- Il Movimento espressivo, Marsilio Editori, 1998.
- Memorie, Marsilio Editori, 2006.
- Walt Disney, SE, 2004.
- Charlie Chaplin, SE, 2005.
- Lezioni di regia, Einaudi, ried. 2000.
- La forma cinematografica, Einaudi, ried. 2003.
- Tecnica del cinema (pubblicato con il nome italianizzato S. M. Eisenstein), Einaudi, 1955